# Evelyn (película)
Evelyn es una película dramática irlandesa de 2002, basada libremente en la historia real de Desmond Doyle y su lucha en los tribunales irlandeses (diciembre de 1955) para reunirse con sus hijos. La película está protagonizada por Sophie Vavasseur en el papel principal, Pierce Brosnan como su padre y Aidan Quinn , Julianna Margulies , Stephen Rea y Alan Bates como defensores del caso de Doyle.
La película tuvo un estreno limitado en los Estados Unidos , comenzando el 13 de diciembre de 2002 y luego fue seguida por el estreno en el Reino Unido el 21 de marzo de 2003.

## Sinopsis
Un hombre irlandés inicia una batalla legal para ganar la custodia de sus tres hijos que viven en diferentes orfanatos.

## Reparto
- Pierce Brosnan como Desmond Doyle
- Julianna Margulies como Bernadette Beattie
- Frank Kelly como Henry Doyle
- Stephen Rea como Michael Beattie
- Aidan Quinn como Nick Barron
- Alan Bates como Tom Connolly
- Sophie Vavasseur como Evelyn Doyle
- Bosco Hogan como el Padre O'Malley
- Mark Lambert como el ministro de educación
- John Lynch  como Mr. Wolfe

## Producción
Ardmore Studios y Castleknock College se utilizaron como lugares de rodaje.

## Recepción
En Rotten Tomatoes, la película tiene un índice de aprobación del 64% según las reseñas de 114 críticos. En Metacritic, la película tiene una puntuación del 55% según las reseñas de 30 críticos.

## Premios
La película obtuvo el galardón como Mejor Película en los Premios Movieguide del cine cristiano.